# Mondement-Montgivroux
Mondement-Montgivroux település Franciaországban, Marne megyében. Lakosainak száma 28 fő (2022. január 1.). Mondement-Montgivroux Oyes, Allemant, Broyes, Reuves, Soizy-aux-Bois és La Villeneuve-lès-Charleville községekkel határos.

## Népesség
A település népességének változása:
| Lakosok száma | 54   | 51   | 56   | 48   | 41   | 37   | 29   | 26   | 26   | 28   |
|               | 1968 | 1982 | 1990 | 2006 | 2013 | 2015 | 2017 | 2019 | 2020 | 2022 |